# Ex-Gay-Bewegung
Mit dem Ausdruck Ex-Gay-Bewegung (englisch ex-gay movement) wird eine Anzahl von meist religiös motivierten Gruppierungen zusammengefasst, die eine Veränderung der homosexuellen Ausrichtung von Menschen für möglich und erstrebenswert halten, und die diese Veränderung mit so genannten Konversionstherapien, Beratung und Öffentlichkeitsarbeit fördern und bekannt machen wollen. Neben dem gleichgeschlechtlichen Sex lehnen sie auch andere Aspekte dessen ab, was sie abqualifizierend als „homosexuellen Lebensstil“ bezeichnen. Ihre Motivation beruht meist auf religiöser Überzeugung und auf der Ablehnung des in der Sexualwissenschaft, der Psychologie und der Psychiatrie praktisch einhellig akzeptierten Konzepts der sexuellen Orientierung. Da die Bewegung vornehmlich von Evangelikalen getragen wird, ist sie vor allem in den Vereinigten Staaten verankert und hat aufgrund der geringeren Verbreitung der evangelikalen Bewegung in Europa hier weniger Anhänger.
Fachwissenschaftler lehnen den Versuch der „Therapie“ von Homosexualität durch die von der Ex-Gay-Bewegung propagierten Konversionstherapien als unsinnig und schädlich für die Betroffenen ab. In der Wissenschaft hat sich die Auffassung durchgesetzt, dass Homosexualität als eine der Heterosexualität gleichwertige Variante des sexuellen Begehrens einzuschätzen ist und daher keiner „Therapie“ bedürfe. So sieht etwa der Berufsverband deutscher Psychologen Therapieversuche mit Ziel des „Abtrainierens“ einer Homo- oder Bisexualität als Verstoß gegen mehrere Aspekte seiner ethischen Richtlinien an. Im US-Bundesstaat Kalifornien ist seit September 2012 die Durchführung solcher Therapien bei Minderjährigen gesetzlich verboten.

## Vertretene Sichtweise zur sexuellen Orientierung
Die Bewegung geht davon aus, dass Homosexuelle ihre sexuelle Präferenz durch Willenskraft und die Hilfe von außen – in Form von Beratung, aber auch durch Hinwendung und Gebete zu Gott – hin zur Heterosexualität dauerhaft verändern bzw. umwandeln können. Dass dies überhaupt wünschenswert sein könnte, wird meist als Glaubensfrage gesehen, bzw. es wird die These aufgestellt, dass ein Dasein als Christ nicht mit einer homosexuellen Orientierung vereinbar sei, siehe auch Sexualethik#Christliche_Sexualethik.

### „Pathologisierung“ von Homosexualität
Dass die sexuelle Orientierung überhaupt willentlich änderbar sei, wird dabei oft als auf modernen sexualwissenschaftlichen Erkenntnissen beruhend dargestellt. Der Psychologe Udo Rauchfleisch meinte nach Analyse einer entsprechenden Informationsbroschüre: „Unterzieht man die von den Verfassern der Broschüre herangezogenen Quellen einer genaueren Prüfung, so zeigt sich schnell, dass die zitierte Literatur – in tendenziöser Weise – nur ausschnittweise referiert wird, und dies ganz offensichtlich mit dem Ziel, Homosexualität zu pathologisieren und gleichgeschlechtlich empfindende Menschen unter massiven Druck zu setzen, ihre sexuelle Orientierung zu verändern.“

### Inanspruchnahme renommierter Wissenschaftler
Der von der Ex-Gay-Bewegung häufig in ihrem Sinn zitierte Professor Gunter Schmidt, Sexualwissenschaftler, Sozialpsychologe und Psychotherapeut aus Hamburg, äußerte sich zur entsprechenden Verwendung eines seiner Aufsätze wie folgt:

„…[aus meinem Aufsatz] abzuleiten, Homosexuelle sollten therapeutisch umgepolt werden, ist ein dreistes oder dummes, in jedem Fall manipulatives Unverständnis meines Aufsatzes. Ich halte solche (im übrigen: aussichtslosen) Versuche, seien sie psychotherapeutisch oder somatisch oder was auch immer, für zutiefst inhuman und entsprechend für unchristlich.“

Andere von der Bewegung immer wieder zitierte Autoren wie etwa Joseph Nicolosi gelten nach Rauchfleisch in Fachkreisen als eher unbedeutend bzw. als Außenseiter und würden mit ihrer einseitig die Homosexualität pathologisierenden Sicht nicht mehr den heute allgemein vertretenen Ansichten entsprechen.

### Sexuelle Ausrichtung als „dem freien Willen unterworfen“
Gemäß den Ansichten der Ex-Gay-Bewegung sind die Kategorien der sexuellen Orientierung konstruktivistisch zu betrachten, nicht als von Zeit und Kultur unabhängige „Gegebenheiten“, sondern als soziologische Konstrukte aufgrund der aus der jeweiligen Kultur abgeleiteten Bedeutung der Sexualität. Sie differenziert zwischen gelegentlichen homoerotischen oder homosexuellen Empfindungen; Menschen mit konstanter homosexueller Orientierung; Menschen, die entgegen ihren ethischen Grundsätzen homosexuelle Praktiken ausüben; und Menschen, die offen einen schwulen Lebensstil praktizieren.

### Konversion durch Gebete und Hingabe an Gott
Die Ursache für homosexuelle Orientierung wird oft in psychologischen Einflüssen in der Kindheit gesehen oder in einer Kombination aus Veranlagung und psychologischen Einflüssen. Während die homosexuelle Orientierung im Normalfall nicht als bewusst gewählt gesehen wird, enthalten aus Sicht der Ex-Gay-Bewegung homosexuelle Praktiken, wie alle sexuellen Praktiken, in der Regel auch eine Willenskomponente. Insbesondere bei Menschen, die einen Konflikt zwischen ihrer sexuellen Orientierung oder Praxis und ihren ethischen oder religiösen Grundsätzen erleben, sieht die Ex-Gay-Bewegung die Lösung dieses Konflikts in einer Veränderung der sexuellen Orientierung statt in einer Anpassung der ethischen oder religiösen Grundsätze. Einige Gruppen sehen auch die homosexuelle Orientierung an und für sich als „von Gott nicht gewollt“ an (siehe z. B. Levitikus 20,13  und Römer 1,26–27 ), und manche sehen Homosexualität als eine „psychologische Fehlentwicklung“, die geheilt werden könne. Als Beispiel für eine Konversion zur Heterosexualität gilt etwa Michael Glatze. Zur Sicht der katholischen Kirche auf die (Homo-)Sexualität siehe neben dem Katechismus der katholischen Kirche (vor allem die Abschnitte 2357–2359) auch Homosexualität und römisch-katholische Kirche.
Sexuelle Orientierung wird von der Bewegung, im Gegensatz zum Essentialismus, nicht als eine von der Persönlichkeit untrennbare Identität gesehen. Teile der Ex-Gay-Bewegung vertreten ein Menschenbild, das sie von ihrer Auslegung des Neuen Testaments ableiten. Nach dieser Auslegung kann Sexualität für den Menschen nie die Basis sein, um seine Identität zu definieren oder um im Leben Sinn und Erfüllung zu finden, sondern diese Basis ist in der Identifikation als Jünger Christi zu finden.

## Übersicht über die Vertreter der Ex-Gay-Bewegung
Gruppen, die der Ex-Gay-Bewegung eindeutig zuzuordnen sind, sind vor allem in den USA anzutreffen. Dazu gehören beispielsweise das evangelikale Exodus International (Auflösung der Organisation im Jahre 2013), Desert Stream Ministries, das mormonische Evergreen International, das jüdische JONAH (2015 wegen betrügerischer und sittenwidriger Geschäftspraktiken zu Schadensersatzzahlungen an die Opfer der von der Organisation angebotenen „Therapien“ verurteilt und auf gerichtliche Anweisung aufgelöst), die religionsübergreifende Dachorganisation PATH, die muslimische StraightWay Foundation und die nach eigenem Selbstverständnis wissenschaftlich ausgerichtete NARTH. Im deutschsprachigen Raum ist die Bewegung weniger weit verbreitet. Es gibt nur wenige Gruppen und Organisationen, zu denen Wuestenstrom und das „Deutsche Institut für Jugend und Gesellschaft“ (DIJG) der Offensive Junger Christen (OJC) gezählt werden. Zu den prominentesten Ex-Gay-Theologen im deutschsprachigen Raum zählt Roland Werner (Generalsekretär des CVJM 2011–2015); seine Schriften zur Homosexualität werden so auch vom DIJG empfohlen, dem er selbst bis 2010 als Mitglied des „Wissenschaftlichen Beirats“ verbunden war.
In der Ausgabe von 2009 des Handbuchs Essential Psychopathology and Its Treatment steht: „Während viele Fachleute und Berufsverbände auf dem Gebiet der geistigen Gesundheit erhebliche Skepsis ausgedrückt haben, dass sexuelle Orientierung mit Psychotherapie verändert werden kann, und ferner angenommen haben, dass therapeutische Versuche einer Umorientierung schädlich seien, zeigen neuere empirische Beweise, dass eine homosexuelle Orientierung bei motivierten Klienten tatsächlich therapeutisch verändert werden kann, und dass Reorientierungstherapien keinen emotionalen Schaden verursachen.“ Dieses Fazit zieht das Buch jedoch aufgrund von Studien, die überwiegend von Mitgliedern der Ex-Gay-Bewegung selbst durchgeführt wurden (Byrd & Nicolosi, 2002; Byrd u. a., 2008; Schaeffer u. a., 1999; Spitzer, 2003). Spitzer zog seine Studie, laut welcher eine Änderung der sexuellen Orientierung auf therapeutischem Wege möglich sei, im April 2012 zurück. Er räumte dabei ein, dass die daran geäußerte Kritik weitgehend zutreffe.

## Kritik
Die Positionen der Ex-Gay-Bewegung werden in der psychologischen und psychiatrischen Fachwelt weithin abgelehnt bzw. sind höchst umstritten, da sie den praktisch einhellig akzeptierten wissenschaftlichen Annahmen und Erkenntnissen über sexuelle Orientierung fundamental zuwiderlaufen.

### Stärkung des Selbstwerts Homosexueller statt Konversionsversuche
Im Gegensatz zu einer der Grundannahmen der Ex-Gay-Bewegung hat sich in der wissenschaftlichen Welt mittlerweile die Einschätzung durchgesetzt, dass Homosexualität als eine der Heterosexualität gleichwertige Variante des sexuellen Begehrens einzuschätzen ist. Insbesondere Vertreter der Gay affirmative psychotherapy, aber auch die weltweit führenden psychiatrischen und psychologischen Fachverbände sehen in den propagierten Konversions- bzw. Reparativtherapien ein problematisches Vorgehen, da es Berichte gebe, dass sie in einigen Klienten Identitätskrisen und damit verbundene psychische Störungen (Depression, Suizidalität) hervorgerufen habe.

### Homosexualität ist nicht „therapiebedürftig“
Im DSM-IV der American Psychiatric Association und in der Internationalen Klassifikation von Krankheiten (ICD-10) der Weltgesundheitsorganisation wird Homosexualität bereits seit 1973 nicht mehr als Störung erwähnt und daher auch nicht als „therapiebedürftig“ angesehen. Die Gruppen, die der Ex-Gay-Bewegung zugerechnet werden, halten diese Einordnung für unwissenschaftlich, weil sie der Ansicht sind, dass die Klassifikationen nicht aufgrund von wissenschaftlichen Erkenntnissen nach entsprechender Forschung, sondern durch einen politischen Prozess geändert worden seien. Das Coming-out, bei dem das Sexualverhalten des Betroffenen oft eine sichtbare Änderung erfährt, und das von der Ex-Gay-Bewegung als Beweis für die Variabilität der sexuellen Orientierung gedeutet wird, ist nach den Erkenntnissen von Sexualwissenschaft und Psychologie jedoch ein Schritt zur Äußerung einer schon immer vorhandenen, latenten Homosexualität, die zuvor durch rollenkonformes heterosexuelles Verhalten (siehe auch Heteronormativität) überdeckt wurde.

### Ansicht von Fachverbänden
Die von der Ex-Gay-Bewegung vertretene Sicht der Homosexualität wird auch von Medizinern, von den psychiatrischen und psychologischen Berufsverbänden sowie den Krankenkassen nicht geteilt. Nach Ansicht von Armin Traute, Hauptgeschäftsführer des Berufsverbandes Deutscher Psychologinnen und Psychologen, verstoßen reparative Therapien gegen die ethischen Richtlinien seines Verbandes, spezifisch gegen die gebotene „Achtung der Würde und Integrität des Individuums,“ den „Schutz der Rechte der beruflich anvertrauten Personen“ sowie die Sorgfaltspflicht heilkundlich tätiger Psychologen.
Religiös motivierten Gruppen empfahl die American Psychological Association in einer Resolution ausdrücklich, anzuerkennen, dass es jenseits ihrer Aufgabe und Expertise liege, die Erkenntnisse der wissenschaftlichen Psychologie zu beurteilen. Die American Psychiatric Association lehnte in einer offiziellen Stellungnahme alle psychiatrischen Behandlungen ab, die auf der Annahme basieren, dass Homosexualität eine psychische Störung sei.

### Stellungnahme der deutschen Bundesregierung von 2008
Im Jahr 2008 beantwortete die damalige deutsche Bundesregierung eine Kleine Anfrage von Bündnis 90/Die Grünen im Bundestag gemäß dem ihr damals vorliegenden Stande der wissenschaftlichen Forschung. Sie vertrete weder die Auffassung, dass Homosexualität einer Therapie bedürfe, noch dass sie einer Therapie zugänglich sei. Seit über 20 Jahren würde Homosexualität in der Fachwelt nicht mehr als Erkrankung angesehen und sei daher 1992 aus der ICD-Klassifikation gestrichen worden. Die Fachwelt lehne die „vor allem in den 1960er und 1970er Jahren häufig angebotenen so genannten ‚Konversions‘- oder ‚Reparations‘-Therapien“ heute weitestgehend ab, da nach (nicht näher genannten) „neuere(n) wissenschaftliche(n) Untersuchungen“ bei der Mehrzahl der so Therapierten „negative und schädliche Effekte (z. B. Ängste, soziale Isolation, Depressionen bis hin zu Suizidalität)“ aufgetreten, die Aussichten auf Heilung jedoch enttäuscht worden seien. Dagegen sei für affirmative Therapien ein Nutzen nachgewiesen worden.

### Psychologische Fachstudien im Überblick (2009)
Die „American Psychological Association“ setzte im Jahr 2007 eine sog. „Task Force“ aus Wissenschaftlern ein, die bis 2009 die mit wissenschaftlicher Methodik erstellten Studien zu Erfolgen und Risiken von „Bemühungen zur Veränderung der sexuellen Orientierung“ (kurz „SOCE“, sie vermeidet dabei das Wort „Therapien“) sichtete. In dem von ihr 2009 vorgelegten Literaturbericht kommt sie zum Ergebnis, dass diejenigen Studien, die eine Wirksamkeit solcher Bemühungen angeben, wissenschaftliche Mängel enthalten und dass es daher keine wissenschaftliche Basis für den Schluss gibt, dass SOCE-Behandlungen tatsächlich einen Effekt auf die sexuelle Orientierung hätten. Insbesondere bestünden bei denjenigen Studien, die Veränderungen dokumentierten, Probleme hinsichtlich der Generalisierbarkeit ihrer Ergebnisse. Die „Task Force“ konstatiert daher, dass ein Erfolg von SOCE-Behandlungsformen vom Wissenschaftlichen Standpunkt her „unwahrscheinlich“ sei.
Die zweite Fragestellung der „Task Force“ war, ob durch „SOCE“-Behandlungen gemäß der vorliegenden wissenschaftlichen Literatur Schäden hervorgerufen werden. Hier moniert die Task-Force eine Forschungslücke, da insbesondere zu aktuellen „SOCE“-Behandlungsformen noch keine Studie mit der notwendigen wissenschaftlichen Gründlichkeit erstellt wurde. Es gibt lediglich Studien, die individuelle Berichte von Personen dokumentieren, die angaben, durch „SOCE“-Behandlungen Schäden davongetragen zu haben. Hier seien unter anderem Selbstberichte von Wut, Ängste, Verwirrung, Depressionen, Trauer, Schuldgefühle, Selbstmordgedanken, sexuelle Dysfunktion als „soziale und emotionale Konsequenzen“ dokumentiert. Diesen stehen Studien gegenüber, die individuelle Berichte von Personen dokumentieren, die angaben, dass „SOCE“-Behandlungen ihnen genützt hätten. Hier würden unter anderem das Empfinden von Befreiung, Glücksgefühle, eine verbesserte Beziehung mit Gott und die wahrgenommene Verbesserung der seelischen Gesundheit genannt. Diese Studien ließen keine Schlüsse zum Ursache-Wirkungs-Zusammenhang zwischen „SOCE“-Behandlungen und Schäden oder Nutzen zu, sondern unterstrichen lediglich die Unterschiedlichkeit und die Reichweite der Erfahrungen von „SOCE“-Teilnehmern. Die „Task Force“ schließt daraus, dass ein klarer Befund über die Prävalenz und die Häufigkeit schädlicher Wirkungen auf Grund des Mangels an diesbezüglichen Studien bislang nicht möglich ist. Daher könne sie nicht rückschließen, wie wahrscheinlich es ist, dass „SOCE“-Behandlungen Schäden hervorrufen; jedoch lägen in einigen Studien Hinweise vor, dass Versuche einer Änderung der sexuellen Orientierung bei einzelnen Personen Leid und eine schlechte psychische Gesundheit einschließlich Depressionen und Selbstmordgedanken hervorrufen könnten. Zusammenfassend formuliert sie daher: „Anstrengungen zur Veränderung der sexuellen Orientierung beinhalten einige Risiken für Schäden“.

### US-Fachverbände raten von Konversionstherapien ab
Der US-amerikanische Fachverband der Psychologen, die American Psychological Association, nahm am 5. August 2009 eine Entschließung an, die feststellt, dass es Fachleute im Gebiet der seelischen Gesundheit vermeiden sollten, ihren Klienten zu erklären, dass sie ihre sexuelle Orientierung durch Therapie oder andere Behandlung ändern könnten. Die Resolution zu geeigneten affirmativen Antworten auf Spannungen im Zusammenhang mit sexueller Orientierung und zu Veränderungsanstrengungen empfiehlt auch, dass Eltern, Erziehungsberechtigte, junge Menschen und ihre Familien Behandlungen vermeiden sollten, die Homosexualität als geistige Krankheit oder als Entwicklungsstörung darstellen. Stattdessen sollen sie sich nach Psychotherapie, sozialer Unterstützung und Erziehungs-Diensten umsehen, die „genaue Information zu sexueller Orientierung und Sexualität bieten, Unterstützung durch Familie und Schule vergrößern und Ablehnung von Jugendlichen, die einer sexuellen Minderheit angehören, reduzieren.“

### Weltärztebund und Konversionstherapien
Im Oktober 2013 beschloss die 64. Generalversammlung des Weltärztebundes im brasilianischen Fortaleza, dass Homosexualität keine Krankheit ist und deshalb keinerlei Heilung bedarf. Die Delegierten des Weltärztebundes lehnten sogenannte Reparations- beziehungsweise Konversionstherapien strikt ab.

### Deutscher Ärztetag und Konversionstherapien
Im Mai 2014 wandte sich der Deutsche Ärztetag gegen Konversionstherapien. Die Delegierten forderten die Streichung von Diagnosekategorien, die Homosexualität pathologisieren oder die Möglichkeit von Behandlungen oder Therapien als Option nahelegen.

### Weiteres
Der kanadische Fernsehsender CTV, der nach Protesten gegen einen Fernsehwerbespot der Ex-Gay-Bewegung den Spot nicht länger übertrug, sah in der Botschaft der Bewegung eine diskriminierende Aussage, die gegen die eigenen Antidiskriminierungsrichtlinien des Senders verstoßen würde.
Zu einer detaillierten Kritik und der Presseberichterstattung über die Arbeit von wuestenstrom, der größten einschlägigen Organisation in Deutschland, siehe dort.

## Verbot von Ex-Gay-Therapien

Karte der Länder, die Konversionstherapien gesetzlich verboten haben
Gesetzliches Verbot von Konversionstherapien
De-facto-Verbot von Konversionstherapien
Gesetzliche Verbote geplant oder vorgeschlagen
kein gesetzliches Verbot von Konversionstherapien

Im September 2012 hat der kalifornische Gouverneur Jerry Brown ein Gesetz unterzeichnet, das Ex-Gay-Therapien bei Minderjährigen aufgrund ihrer schädlichen Wirkungen in Kalifornien verbietet.
Für Deutschland legte die Bundestagsfraktion Bündnis 90/Die Grünen im März 2013 eine Gesetzesinitiative vor, die das Angebot und die Durchführung von Therapien bei Minderjährigen mit dem Ziel der Änderung der sexuellen Orientierung verbieten lassen will, da: „[... ] negative und schädliche Effekte solcher Behandlung auf therapierte Personen wissenschaftlich nachgewiesen sind. Zu diesen zählen neben Ängsten u. a. soziale Isolation, Depressionen und erhöhte Suizidalität. [...] Wirksamkeit derartiger Therapien existiert dagegen nicht.“ Verstöße sollen mit einer Geldbuße von mindestens 500 Euro geahndet werden. Obwohl sich der Gesetzentwurf nur auf Therapieversuche an Minderjährigen bezieht, wurde er von mehreren Organisationen aus dem evangelikalen Spektrum kritisiert: vom Deutschen Institut für Jugend und Gesellschaft der Offensive Junger Christen mit der Begründung, die These einer „Schädlichkeit“ solcher Therapien sei „wissenschaftlich unhaltbar“, von der Organisation Wuestenstrom, für die homosexuell empfindende Menschen ein „Recht“ hätten, „sich zu verändern“, und von Michael Diener, nach dessen Worten die Deutsche Evangelische Allianz die Diskriminierung von Menschen, die auf Grund ihrer sexuellen Orientierung psychische Probleme hätten, nicht hinnehmen wolle.
Im März 2018 befürwortete das Europäische Parlament parteiübergreifend erstmals mit einer Mehrheit von 435 zu 109 Abgeordnetenstimmen Therapien zur „Heilung“ von Homosexualität, Konversionstherapien, gesetzlich zu verbieten.

## Ex-Ex-Gay
Mittlerweile gibt es zahlreiche Menschen, die sich als „Ex-Ex-Gay“ betrachten, weil sie ehemals der Ex-Gay-Bewegung angehörten und diesen Weg für falsch erkannten; einige kritisieren deshalb öffentlich die Thesen und das Vorgehen der „Ex-Gay-Bewegung“.
Gründe für die Aussteiger der Ex-Gay-Bewegung nennt der Psychoanalytiker und Professor für Klinische Psychologie an der Universität Basel Udo Rauchfleisch: „Die eigentliche sexuelle Orientierung mit den daran geknüpften Gefühlen, den erotischen und sexuellen Phantasien sowie den sozialen Präferenzen lässt sich nicht verändern. Die vielen Beispiele von gleichgeschlechtlich empfindenden Menschen, die unter massivem Druck von außen eine Veränderung vorgenommen haben – also angeblich ‚geheilt‘ waren – und über kurz oder lang wieder entsprechend ihrer ursprünglichen sexuellen Orientierung leben, legen ein beredtes Zeugnis für diese prinzipielle Unveränderbarkeit der sexuellen Orientierung ab.“
Oft übernehmen Ex-Ex-Gays Formulierungen der Ex-Gay-Bewegung und münzen sie um bzw. setzen sich kritisch mit ihnen auseinander. So sagt Günter Baum von Zwischenraum zu dem Ex-Gay-Konzept eines postulierten „Recht auf Veränderung“: „Auch Zwischenraum tritt für ein Recht auf Veränderung ein und zwar eine Veränderung hin zu einem Menschsein, das die von Gott gegebene sexuelle Orientierung in all seiner Vielfältigkeit und seinen Formen als lebenserfüllendes Geschenk begreift und integriert. Wir sind sehr dankbar, dass wir den Weg der Veränderung gehen und dabei erleben dürfen, wie wir durch das Annehmen unserer Sexualität und deren Integration in unser Menschsein unserer Berufung als Menschen ein Stück näher gekommen sind.“

## Filmische Verarbeitung
- Eine satirische Rezeption der Bewegung ist der Film Weil ich ein Mädchen bin (But I’m a Cheerleader) von Jamie Babbit (USA 1999).
- Im Film Brüno spielt Sacha Baron Cohen einen homosexuellen Fashion-Reporter, der in den USA zum Star werden möchte. Weil er vermutet, dass er dabei als Schwuler wenig Chancen hat, geht er unter anderem zu einem evangelikalen Therapeuten, um heterosexuell zu werden.
- In der Episode Cartman Sucks der 11. Staffel von South Park fürchtet einerseits Cartman, für schwul gehalten zu werden, während andererseits Butters in ein „Bootcamp“ für bi-neugierige (bi-curious) Jungen kommt, um von seinen angeblichen Neigungen „geheilt“ zu werden.
- Im Film Religulous wird ein Anhänger der Ex-Gay-Bewegung auf satirische Weise von Moderator Bill Maher interviewt.
- This Is What Love in Action Looks Like (USA 2011): Dokumentation über „Love in Action“, eine Organisation der Ex-Gay-Bewegung
- Boy Erased – Der verlorene Sohn (USA 2018): Film basierend auf der Autobiografie Boy Erased: A Memoir des 1985 geborenen Autors Garrard Conley.

### Über die Ex-Gay-Bewegung
- Hedwig Porsch: Sexualmoralische Verstehensbedingungen. Gleichgeschlechtliche PartnerInnenschaften im Diskurs. W. Kohlhammer Verlag, Stuttgart 2008, ISBN 978-3-17-020439-3.
- Jack Drescher, Kenneth Zucker: Ex-Gay Research : Analyzing the Spitzer Study and Its Relation to Science, Religion, Politics and Culture. Haworth Press, 2006, ISBN 1-56023-557-8.
- Tanya Erzen: Straight to Jesus: Sexual and Christian Conversions in the Ex-Gay Movement. 2006, ISBN 0-520-24582-2.
- Robert Spitzer: 200 Subjects Who Claim to Have Changed Their Sexual Orientation from Homosexual to Heterosexual – Presentation at the American Psychiatric Association Annual Convention. New Orleans, 9. Mai 2001. Original (englisch), Übersetzung (de) der OJC.
- Valeria Hinck: Streitfall Liebe. Biblische Plädoyers wider die Ausgrenzung homosexueller Menschen. Dortmund-Verlag Franz Krämer, Dortmund 2012, ISBN 978-3-943262-26-1.
- Rik Isensee: The God Squad: A Spoof on the Ex-Gay Movement. Writer’s Digest, 2000, ISBN 0-595-00677-9.
- Schneider: Lesbische/lesbisch empfindende Frauen in der Psychotherapie. Psychosoziale Frauenberatungsstelle Donna Klara e. V., Kiel 2003.
- I. Steffens (Hrsg.): Jahrbuch Lesben-Schwule-Psychologie. (im Auftrag des VLSP), Pabst Science Publishers, Digital Druck Ag, Frensdorf, 2003, S. 72–87.
- Udo Rauchfleisch u. a.: Gleich und doch anders. Psychotherapie und Beratung von Lesben, Schwulen und Bisexuellen und ihren Angehörigen. Klett-Cotta, Stuttgart 2002, S. 36–37, 223–227.
- Ariel Shidlo, Michael Schroeder, Jack Drescher (Hrsg.): Sexual Conversion Therapy. Ethical, Clinical and Research Perspectives. The Haworth Medical Press, New York u. a. 2001, S. 204–208. (Anhang 2 zum Aufsatz von Jack Drescher: Ethical Concerns Raised When Patients Seek to Change Same-Sex Attractions)
- W. Symalla: Systemische Beratung schwuler Paare. Deutsche AIDS-Hilfe, Carl-Auer-Systeme, Heidelberg 1997.
- Erwin J. Haeberle, Rolf Gindorf (Hrsg.): Bisexualitäten – Ideologie und Praxis des Sexualkontaktes mit beiden Geschlechtern. Gustav Fischer Verlag, Stuttgart 1994, ISBN 3-437-11571-5.
- Erwin J. Haeberle, Rolf Gindorf: Sexualwissenschaft und Sexualpolitik. Gruyter, 1992, ISBN 3-11-012246-4.
- Erwin J. Haeberle, Rolf Gindorf: Sexualitäten in unserer Gesellschaft. Gruyter, 1989, ISBN 3-11-011373-2.
- Erwin J. Haeberle, Rolf Gindorf: Sexualität als sozialer Tatbestand. Gruyter, 1986, ISBN 3-11-010147-5.
- American Psychological Association: Answers to Your Questions For a Better Understanding of Sexual Orientation & Homosexuality.

### Von der Ex-Gay-Bewegung
- Erica S. N. Tan, Mark A. Yarhouse: Facilitating congruence between religious beliefs and sexual identity with mindfulness. In: Psychotherapy: Theory, Research, Practice, Training. Vol 47(4), Dec 2010, S. 500–511.
- Mark A. Yarhouse: At the Intersection of Religious and Sexual Identities: A Christian Perspective on Homosexuality. Christ on Campus Initiative, 2010.
- Mark A. Yarhouse: Homosexuality and the Christian. A Guide for Parents, Pastors and Friends. Bethany House, Minneapolis 2010, ISBN 978-0-7642-0731-0.
- Elan Y. Karten, Jay C. Wade: Sexual orientation change efforts in men: a client perspective.(Report). In: The Journal of Men's Studies. 1. Januar 2010.
- Stanton L. Jones, Mark A. Yarhouse: Ex-Gays? An Extended Longitudinal Study of Attempted Religiously Mediated Change in Sexual Orientation. (presented at the American Psychological Association’s Annual Conference, Toronto, Ontario, August 9, 2009).
- Stanton L. Jones, Mark A. Yarhouse: Ex-Gay? InterVarsity, 2007, ISBN 978-0-8308-2846-3. Kapitel 1 The Controversy. (PDF; 332 kB)
- Mike Haley: Homosexualität, Fragen und Antworten. CLV, Christliche Literatur-Verbreitung, Bielefeld 2006, ISBN 3-89397-978-6.
- Joe Dallas: Desires in Conflict: Answering the Struggle for Sexual Identity. Harvest House, 2003, ISBN 0-89081-897-5.
- Warren Throckmorton: Initial empirical and clinical findings concerning the change process for ex-gays. (Memento vom 23. April 2015 im Internet Archive) In: Professional Psychology: Research and Practice. Band 33, 2002, S. 242–248. Metastudie über Studien bezüglich Ex-Gay Bewegung (englisch)
- Richard Cohen: Coming Out Straight. (deutsch: Ein anderes Coming Out. Brunnen-Verlag, Gießen/Basel 2001, ISBN 3-7655-1219-2)
- Heinzpeter Hempelmann: Liebt Gott Schwule und Lesben? Brockhaus, Wuppertal 2001, ISBN 3-921113-42-3.
- Alfred Munz, Gerard van den Aardweg: Selbsttherapie von Homosexualität. Hänssler, Neuhausen-Stuttgart 1996, ISBN 3-7751-2469-1.
- Jeffrey Satinover: Christian Treatments. In: Homosexuality and the Politics of Truth. 1996, ISBN 0-8010-5625-X, S. 196–209.
- Roland Werner: Homosexualität und Seelsorge. Brendow, Moers 1993, ISBN 3-87067-526-8.

### Pro
- Christianity Today: An Older, Wiser Ex-Gay Movement, Oktober 2007
- IVP: Ex-Gays? Hintergrundinformationen zum Buch von Jones/Yarhouse
- Ex-Gay: Fact, Fraud or Fantasy?
- Christliche Selbsthilfegruppen für Menschen mit ungewollten gleichgeschlechtlichen Neigungen
- Healing for the Homosexual: What does it mean

### Kontra
- „Mission: Aufklärung – Netzwerk gegen religiös begründete Diskriminierung“, Webseite des Lesben- und Schwulenverband in Deutschland
- Einen Überblick über den wissenschaftlichen Kenntnisstand zur Homosexualität und die Standpunkte der weltweit führenden wissenschaftlichen Organisationen wie z. B. der American Psychiatric Association, der American Psychological Association (APA), der American Medical Association, der American Counseling Association und der American Federation of Teachers gibt zum Beispiel diese Website (englisch).
- „Grotesk“ – Ex-Gay-Literatur und die Wissenschaftler, auf die sie sich beruft. Dr. Valeria Hinck
- Christlicher Fundamentalismus. Umorientierungsversuche bei Homosexuellen. Ralph Gebhardt, 2003, Schwule im Gesundheitswesen e. V.
- Analyse und Kritik der Ex-Gay-Bewegung Jens Lang auf der Seite der Lesbischen und Schwulen Basiskirche Basel
- Positionserklärung der APA (American Psychiatric Association) zu Konversions-Therapien
- Southern Poverty Law Center: Straight Like Me. 'Ex-Gay' Movement Making Strides
- Auch von Seiten der Ex-Ex-Gays gibt es Webseiten, die die Ex-Gay-Bewegung als Thema haben, siehe Ex-Ex-Gay#Weblinks